# TT112
La tombe thébaine TT 112 est située à Cheikh Abd el-Gournah, dans la nécropole thébaine, sur la rive ouest du Nil, face à Louxor en Égypte.
C'est la sépulture de Menkhéperrêseneb sous les règnes de Thoutmôsis III et Amenhotep II (XVIIIe dynastie). La tombe a ensuite été usurpée par Ashefytemouaset à la fin de la période ramesside.